# José Teles de Souza
José Teles de Souza, född 22 april 1971, är en friidrottare från Brasilien. Han deltog vid olympiska sommarspelen 2008.